# Sully-sur-Loire
Sully-sur-Loire är en kommun i departementet Loiret i regionen Centre-Val de Loire strax norr Frankrikes mitt. Kommunen ligger i kantonen Sully-sur-Loire som tillhör arrondissementet Orléans. År 2022 hade Sully-sur-Loire 5 142 invånare.

## Befolkningsutveckling
Antalet invånare i kommunen Sully-sur-Loire
| Referens: INSEE |